# Марьяновский сельский совет (Михайловский район)
Марьяновский сельский совет (укр. Мар'янівська сільська рада) — входит в состав
Михайловского района
Запорожской области
Украины.
Административный центр сельского совета находится в
с. Марьяновка.

## История
- 1925 — дата образования.

## Населённые пункты совета
- с. Марьяновка
- с. Николаевка
- с. Молодёжное
- с. Новониколаевка
- с. Александровка
- с. Подгорное
- с. Сладкое